# Chaos and Disorder

A Chaos and Disorder Prince tizennyolcadik stúdióalbuma, amelyet 1996. július 9-én adott ki a Warner Bros. Records. Az album 14. helyig jutott az Egyesült Királyságban és 26. helyig az Egyesült Államokban, amely a legrosszabb teljesítménye volt debütálása óta (új zenékkel). Prince nem volt hajlandó részt venni az album hirdetésében a Warner Bros. Records-szal kötött szerződése elleni küzdelme miatt és csak azért jelent meg, hogy annak feltételeit teljesítse. Az albumon a következő üzenet szerepel:
Eredetileg privát felhasználásra tervezve, ez a válogatás az utolsó felvétel "love symbol" által a warner brothers recordsnak – élj, hogy láthasd a virradatot
A "Dinner with Delores" kislemez egyedül az Egyesült Királyságbann jelent meg és a kevés promóció ellenére a Brit kislemezlista 36. helyére jutott. Az album 2016-ban megjelent a Tidal szolgáltatón, illetve 2019-ben CD és hanglemez formátumban.

## Kiadás és újraértékelés
Annak ellenére, hogy Prince azt állítja, hogy az album felvételei nagyon gyorsan zajlottak és csak gyorsan túl akart lenni, a munkálatok majdnem harmada a The Gold Experience és a Come idejére nyúlt vissza. Rosie Gaines öt dalon énekelt az albumon, illetve Michael B. és Sonny T., akiknek ezek voltak utolsó felvételeik a The New Power Generation tagjaként. A megjelenés idejében Prince azt mondta az LA Times-nak, hogy "Előtte keserű voltam, de most megmostam az arcom. Tovább tudok lépni. Szabad vagyok."
Prince halála után a Popdose szerint néhány helyen a zenész legjobb gitárjátéka hallható az albumon, az Albumism szerint pedig a zenészi munka ütőképessége adja az album nyers erejét.

## A Warner Bros. szerződés
|  | „Elértük azt a pontot, ahol úgy érezzük, hogy ha boldogabb valahol máshol, akkor nincs semmi konfliktusunk vele.” |
|  | – Bob Merlis, Warner Bros.                                                                                        |

A Chaos and Disorder kiadása után majdnem két évtizedig nem adott ki újra a Warner Bros.-on keresztül albumot Prince. A 2014-es Plectrumelectrummal tért vissza a kiadóhoz egy olyan szerződésben, amelyben visszakapta az irányítást a korábbi dalai felett.

## Számlista
Az összes dal szerzője Prince. 
| 1.    | Chaos and Disorder     | 4:19 |
| 2.    | I Like It There        | 3:15 |
| 3.    | Dinner with Delores    | 2:46 |
| 4.    | The Same December      | 3:24 |
| 5.    | Right the Wrong        | 4:39 |
| 6.    | Zannalee               | 2:43 |
| 7.    | I Rock, Therefore I Am | 6:15 |
| 8.    | Into the Light         | 2:46 |
| 9.    | I Will                 | 3:37 |
| 10.   | Dig U Better Dead      | 3:59 |
| 11.   | Had U                  | 1:26 |
| 39:13 |                        |      |

## Kislemezek
| Cím                   | Slágerlista |
| Cím                   | UK          |
| --------------------- | ----------- |
| "Dinner with Delores" | 36          |

## Slágerlisták
| Slágerlista (1996)                     | Legmagasabb pozíció |
| -------------------------------------- | ------------------- |
| Ausztrál Albumok (ARIA)                | 54                  |
| Osztrák Albumok (Ö3 Austria)           | 17                  |
| Belga Albumok (Ultratop Flanders)      | 24                  |
| Belga Albumok (Ultratop Wallonia)      | 47                  |
| Dán Albumok (Hitlisten)                | 39                  |
| Holland Albumok (Album Top 100)        | 8                   |
| Finn Albumok (Suomen virallinen lista) | 31                  |
| Francia Albumok (SNEP)                 | 25                  |
| Német Albumok (Offizielle Top 100)     | 42                  |
| Norvég Albumok (VG-lista)              | 15                  |
| Svéd Albumok (Sverigetopplistan)       | 32                  |
| Svájci Albumok (Schweizer Hitparade)   | 21                  |
| Spanyol Albumok (AFYVE)                | 55                  |
| UK Albums (OCC)                        | 14                  |
| US Billboard 200                       | 26                  |